# سید جواد مهذب
سیدجواد مهذب سیاست‌مدار ایرانی بود، که در  دوره بیست و یکم ،  دوره بیست و دوم  بعنوان نماینده فسا در مجلس شورای ملی حضور داشت.

## زندگی
سیدجواد مهذب فرزند احمد مهذب به سال ۱٣٠١ در شیراز متولد شد. بعد از انجام تحصیلات ابتدائی و متوسطه در شیراز وارد دانشکده حقوق در تهران شد و لیسانس خود را در تهران اخذ کرد، سپس عازم آمریکا شد و دکترا در آمریکا گرفت.  
وی مدتی در دادگستری خدمت کرد و مدتی نیز معاون وزیر آموزش و پرورش بود.  مهذب در دوره بیست و دوم و بیست و یکم در مجلس شورای ملی حضور داشت.